# Guardia Nacional del Ejército
La Guardia Nacional del Ejército (en inglés: Army National Guard, ARNG), junto con la Guardia Nacional Aérea, es una fuerza de milicia organizada y una fuerza de reserva militar federal del Ejército de los Estados Unidos. Forman parte simultáneamente de dos organizaciones diferentes: la ARNG de cada estado, la mayoría de los territorios y el Distrito de Columbia (también conocida como la Milicia de los Estados Unidos), así como la ARNG federal (como parte de la Guardia Nacional de los Estados Unidos). El ARNG está dividido en unidades subordinadas estacionadas en cada región de Estados Unidos, que operan bajo sus respectivos gobernadores y gobernadores equivalentes.
La fundación de lo que se convirtió en el ARNG se produjo en la ciudad de Salem, Massachusetts, en 1636, la primera vez que un regimiento de milicias entrenó para la defensa común de un área multicomunitaria.